# Феноменалните 2
„Феноменалните 2“ (на английски: The Incredibles 2) е американски компютърно анимиран филм от 2018 г. и продължение на „Феноменалните“ (2004). Сценарист и режисьор отново е Брад Бърд.

## Продукция
През март 2014 г. председателят на Уолт Дисни Къмпани Боб Айгър потвърждава, че Пиксар работи по продължението на „Феноменалните“, а Бърд се е върнал да пише сценария. По-късно същия месец Самюъл Джаксън казва пред Digital Spy, че най-вероятно ще се върне за ролята на Мразон. През април 2015 Бърд разкрива, че работи по сценария на продължението.
През ноември 2016 е потвърдено, че Холи Хънтър отново ще озвучи ролята на Хелън Пар/Еластина. На 15 декември 2016 Самюъл Джаксън поства снимка на страницата си във Фейсбук, с която показва, че е започнал да озвучава отново ролята си на Мразон. На 5 май 2017 г. Майкъл Джакино потвърждава, че е започнал работа по музиката на филма.

## Синхронен дублаж
| Персонаж                         | Английски език | Български език      |
| -------------------------------- | --- | ------------------- |
| Боб Пар / Г-н Феноменален        | Крейг Ти Нелсън | Мариан Маринов      |
| Хелън Пар / Еластина             | Холи Хънтър | Ирина Маринова      |
| Вайълет Пар                      | Сара Вауъл | Деа Майсторска      |
| Дашиъл „Даш“ Пар                 | Хък Милнър | Константин Димитров |
| Евелин Дийвър                    | Катрин Кийнър | Лина Златева        |
| Джак-Джак                        | Ели Фусил Ник Бърд (като чудовище) | -                   |
| Уинстън Дийвър                   | Боб Оденкърк | Явор Караиванов     |
| Луциус Бест / Мразон             | Самюъл Джаксън | Петър Бонев         |
| Тони Райдинджър                  | Майкъл Бърд | Явор Вълканов       |
| Карън / Войд                     | София Буш | Лина Шишкова        |
| Една Мода                        | Брад Бърд | Лидия Вълкова       |
| Крушауер                         | Фил Ламар | Георги Иванов       |
| Посланичка                       | Изабела Роселини | Таня Димитрова      |
| Чад Брентли                      | Адам Гейтс | Христо Чешмеджиев   |
| Рик Дикър                        | Джонатан Банкс | Станислав Пищалов   |
| Подземния копач                  | Джон Раценбергер | Георги Иванов       |
| Скрийндиктатор Разносвач на пица | Бил Уайз | Иван Велчев         |
| Рефлукс                          | Пол Ейдинг | Любомир Фърков      |
| Елетрикс                         | Фил Ламар | Светломир Радев     |
| Кмет                             | Бари Бостуик | Станислав Пищалов   |
| Виктор Качет                     | Майкъл Б. Джонсън | Светломир Радев     |
| Детектив 1                       | Жер Бърнс | Светломир Радев     |
| Детектив 2                       | Адам Родригез | Любомир Фърков      |
| Хъни                             | Кимбъри Адайр Кларк | Боряна Йорданова    |
| Други гласове                    | Емилия Миланова Златина Тасева Светлана Смолева Цветослава Симеонова Марин Рангелов Николай Върбанов Петър Чернев Христо Димитров Цанко Тасев |                     |

| Песен           | Изпълнител                     |
| --------------- | ------------------------------ |
| Г-н Феноменален | Мариан Маринов Явор Караиванов |
| Еластина        | Явор Караиванов                |
| Мразон          | Явор Караиванов Петър Бонев    |

| Обработка                                   | Доли Медия Студио                     |
| ------------------------------------------- | ------------------------------------- |
| Режисьор на дублажа                         | Даниела Горанова                      |
| Превод Превод на песните Творчески директор | Венета Янкова                         |
| Музикален режисьор                          | Евгений Манев                         |
| Тонрежисьори на записа                      | Илиян Апостолов Ясен Пенчев           |
| Миксинг студио                              | Shepperton International              |
| Продуцент на българската версия             | Disney Character Voices International |